# Nicostrato Castellini
(Capitano Giulio Adamoli, "Da San Martino a Mentana")
Nicostrato Castellini (Rezzato, 1829 – Vezza d'Oglio, 4 luglio 1866) è stato un patriota italiano.

## Biografia
Frequentò il liceo a Brescia e poi si trasferì a Milano. Era stato combattente nel 1848 a Rezzato, durante le Dieci giornate di Brescia, in Val Camonica e fu ferito a Morazzone. Partecipò alla difesa di Venezia del 1849.
Nel 1860 fu alla campagna nell'Italia meridionale, con la seconda spedizione di Giacomo Medici, a sostegno della spedizione dei Mille, distinguendosi per valore nella presa di Milazzo, nella battaglia del Volturno e a Caiazzo, ove fu promosso al grado di maggiore. Nel 1862 seguì Garibaldi nella giornata d'Aspromonte. Fondò un ente di beneficenza per i reduci garibaldini.
Allo scoppio della terza guerra di indipendenza del 1866 si arruolò nel Corpo Volontari Italiani di Garibaldi, sempre con il grado di maggiore comandante il 2º Battaglione dei Bersaglieri milanesi, uno dei pochi reparti prontamente operativi per la campagna e fu perciò il primo ad essere impiegato nelle operazioni. Si distinse il 25 giugno nella battaglia di Ponte Caffaro, ove comandò lo schieramento garibaldino, ma morì, il 4 luglio, negli scontri con gli austriaci durante la battaglia di Vezza d'Oglio, colpito in un assalto da una palla al torace e sostituito nel comando dal capitano Antonio Oliva.
Negli ambienti popolari lombardi rimase vivo il suo ricordo ed è stato citato in una canzone della scapigliatura milanese:
del pover Luisin

che l'era mort in guera

de fianc al Castelin»
(Il povero Luisin)
La sua tomba al cimitero Monumentale di Milano, sormontata da un monumento di Luigi Gilberto Buzzi, è considerata la prima dell'allora nuovo cimitero a mostrare un piglio, appunto, monumentale.

## Onorificenze
Medaglia d'oro al valor militare
La città di Varese, in data 2 luglio 1965, con deliberazione n. 180 del Consiglio Comunale, gli dedicò una strada nella castellanza di Casbeno. La città di Brescia gli dedicò una strada collaterale a Porta Venezia; anche le città di Milano e Bergamo gli intitolarono una strada.
Nel comune di Vezza d'Oglio gli sono dedicate una via, centrale, e soprattutto la scuola secondaria di primo grado "Nicostrato Castellini".